# Shalishuka
Shalishuka, död 202 f.Kr., var en indisk monark. Han var regerande monark av Mauryariket mellan 215 f.Kr. och 202 f.Kr.